# Théodamas (Géant)
Pour les articles homonymes, voir Théodamas.
Théodamas (en grec ancien : Θεοδάμας, soumis au dieu) ou Theiodamas (en grec ancien : Θειοδάμας) est le nom d'un Géant de la mythologie grecque.
Hyginus le répertorie dans le Praefatio de ses Fabulae (de) dans la liste des Géants, en tant que fils de Gaïa et de Tartare.